# Museo Municipal de Teatro
El Museo Municipal de Teatro es un museo ubicado en el Teatro Segura en Lima, Perú. Fue inaugurado el 26 de julio de 1966 en el primer piso del teatro. Posteriormente mudó su sede a un local en el jirón Huancavelica 338.

## Colección
El museo, instalado en el primero piso del teatro, cuenta con una amplia colección de obsequios y recuerdos de artistas que actuaron en Lima, como las zapatillas de la bailarina Alicia Alonso, de la bailaora Carmen Amaya y la batuta de Arturo Padovani, quien dirigiera a los músicos en la inauguración del Teatro Forero (hoy Teatro Municipal de Lima). También se exhiben la batuta y el piano de la artista Rosa Mercedes Ayarza, primera artista peruana que dirigió una orquesta. En un espacio se explica la historia del teatro en el Perú, desde sus orígenes en la época virreinal. Asimismo, tiene una amplia colección de álbumes fotográficos, donde se encuentra la fotografía de Ana Pavlova, dos álbumes fotográficos y discos de dos óperas completas que grabó el tenor chalaco Alejandro Granda y la fotografía auténtica del autor de la música del Himno Nacional del Perú, José Bernardo Alcedo.